# Processiepark

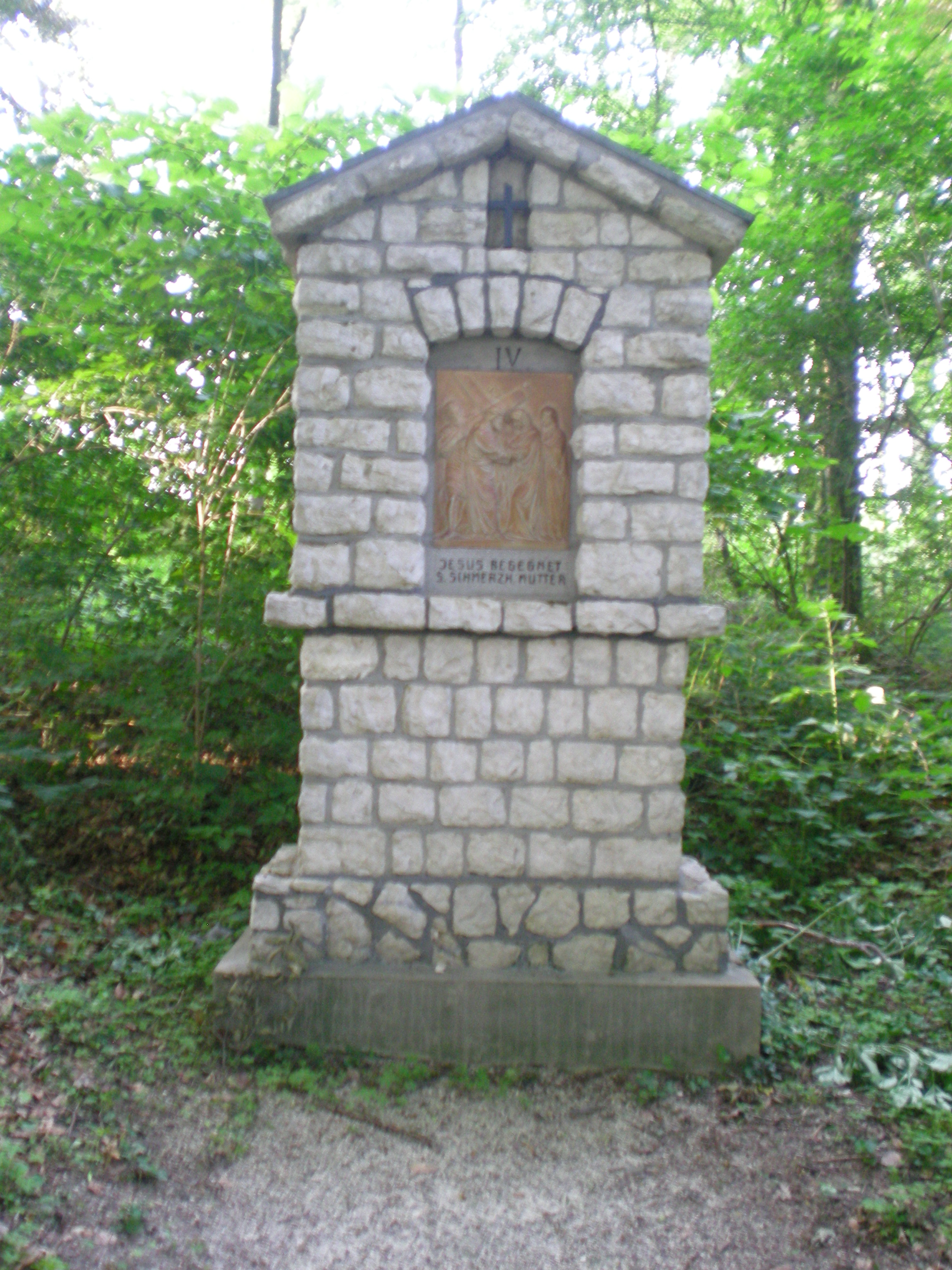
Een van de 14 kruiswegstaties in het Hellingbos te Simpelveld

Een processiepark is een park dat zich soms bevindt bij een kerk of bedevaartsoord. Het is een uiting van de katholieke religie.
Het is een parkachtig terrein waarin zich een aantal beeldengroepen, kapelletjes, podia en dergelijke bevinden. Vaak zijn er ook kapelletjesreeksen die refereren aan de veertien kruiswegstaties, de zeven smarten van Maria, de twintig geheimen van de rozenkrans en dergelijke, waarlangs men een ommegang kan maken.
Bedevaartgangers kunnen hier wandelen en mediteren en in het algemeen is er ook een openluchtaltaar waar openluchtmissen of andere godsdienstoefeningen kunnen worden gehouden.
Soms bevindt zich in een dergelijk park ook een muziekkiosk. Verder is er vaak een heilige bron of put op het terrein aanwezig.
Processieparken vertegenwoordigen vaak ook hoge cultuurhistorische waarden terwijl er ook vaak bijzonder fraai uitgegroeide bomen te vinden zijn.

## Voorbeelden
- Processiepark te Banneux;
- Kruiswegtuin Cadier en Keer;
- Bonifatiuspark in Dokkum;
- Processiepark te Handel;
- Onze-Lieve-Vrouwe ter Nood te Heiloo (buurtschap Kapel) met een Willibrordusput;
- Mariapark te Lommel-Werkplaatsen;
- Kruiswegpark in Eikske bij Moresnet;
- Processiepark Mariaoord te Ommel;
- Kruiswegpark te Roermond, bij de Kapel in 't Zand;
- Hellingbos te Simpelveld;
- Processiepark te St. Willebrord.